# Nowy Gwóźdź Programu
Nowy Gwóźdź Programu (NGP) – kwartalnik studencki wydawany od 1995 roku przez Niezależne Zrzeszenie Studentów Uniwersytetu Ekonomicznego w Katowicach. Pojawia się na Uniwersytecie Ekonomicznym, Uniwersytecie Śląskim, Politechnice Śląskiej, Politechnice Częstochowskiej, Akademii Techniczno-Humanistycznej w Bielsku-Białej oraz w katowickich klubach m.in. Kultowa czy Piwnica u Marchołta.
Redaktorami są studenci śląskich uczelni, którzy na łamach magazynu dzielą się swoimi spostrzeżeniami na temat podróży po świecie, kultury, problemów społecznych, planów zawodowych, a także promują własne prace artystyczne w Galerii. Przeprowadzane są też wywiady ze znanymi ludźmi. Dla Nowego Gwoździa Programu wywiadu udzielali m.in.: Andrea Bocelli, Krzysztof Skiba, Piotr Gruszka, Kabaret Łowcy.B, Kayah, Bob One czy zespół Oberschlesien.

## Byli redaktorzy magazynu
- Ilona Ptak[1].
- Justyna Pszczółka-Oślizło[2].